# Hipposideros corynophyllus
Hipposideros corynophyllus is een vleermuis uit het geslacht Hipposideros die voorkomt in het midden van Nieuw-Guinea. De soort is bekend van 1500 tot 1800 m hoogte in de regio Telefomin in het westen van Papoea-Nieuw-Guinea; daarnaast is er een exemplaar uit Tembagapura in het Indonesische deel van Nieuw-Guinea, dat op 2700 m hoogte is gevangen. Deze soort behoort tot de H. cyclops-groep binnen Hipposideros.
H. corynophyllus is een grote soort met een relatief lange voorarm en een korte staart. Aan de zijkanten van het neusblad, dat in het midden en aan de achterkant een buisvormig uitsteeksel bevat, zitten kleinere bladeren. De lange vacht (ongeveer 14,2 mm) is bruin. De kop-romplengte bedraagt 54,4 tot 61,2 mm, de staartlengte 9,0 tot 12,2 mm, de voorarmlengte 51,7 tot 55,5 mm, de scheenbeenlengte 20,4 tot 22,0 mm, de achtervoetlengte 9,9 tot 13,1 mm, de oorlengte 18,9 tot 22,4 mm en het gewicht 14,0 tot 17,5 g.